# Масландер
Масландер — торгова марка гауди, напівтвердого сиру із сімейства Вестланд, також відомого як Westland Cheese Specialties BV, розташованого в Хейзені, Нідерланди. Масландер — одна з перших голландських марок сиру, яка має контроль справжності походження. Включаючи зелену та жовту смуги, а також назву посадкового модуля.
Звичайний голландський сир Гауда містить сіль у результаті використання розсолу під час виробництва, що може призвести до високого кров'яного тиску. Отже, компанія почала виробляти Масландер на фабриці в Аркелі в 1978 році. Цей сир трохи дрібніший із коротшим часом занурення призвів до меншої солоності та м'якого смаку сиру. Завдяки коротшій витримці сир містить більше молочної рідини.
Сироварні за межами Нідерландів також виробляють сир Масландер, наприклад у Фленсбурзі, Німеччина.
Westland спеціалізується на продажу фірмових сирів. Олд Амстердам також є брендом компанії. У Великій Британії Старий Амстердам продається компанією Bradbury's of Buxton, заснованою в 1884 році преподобним Вільямом Джоном Бредбері під назвою «Бредбері та син».

## Типи Масландеру
- 30+ дозрілий
- 48+ злегка зрілий (зелені / жовті смужки)
- 48+ дозрілий (червоні / жовті смужки)